# Pheia nanata
Pheia nanata là một loài bướm đêm thuộc phân họ Arctiinae, họ Erebidae.